# Bystus decorator
Bystus decorator là một loài bọ cánh cứng trong họ Endomychidae. Loài này được Leschen & Carlton miêu tả khoa học năm 1993.